# Špačince
Špačince (deutsch Spatzing oder Spatznitz, ungarisch Ispáca – bis 1907 Spáca) ist eine Gemeinde im Westen der Slowakei, mit 3378 Einwohnern (Stand 31. Dezember 2024). Sie gehört zum Okres Trnava und übergeordnetem Bezirk Trnavský kraj.

## Geographie

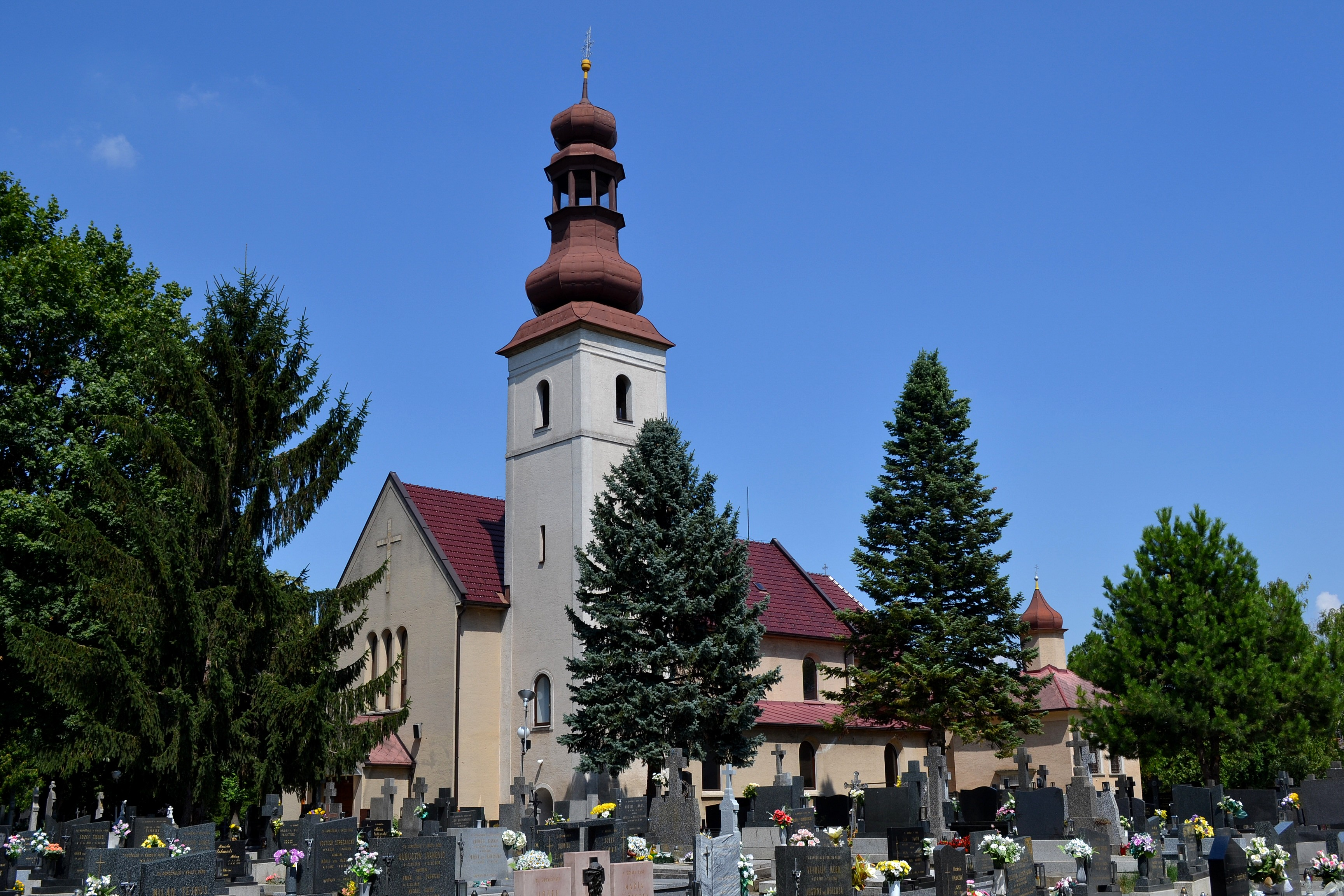
Kirche in Špačince

Die Gemeinde liegt in der Trnavská pahorkatina („Tyrnauer Hügelland“), einem Teil des slowakischen Donautieflands, am Bach Krupský potok. Špačince ist neun Kilometer von Trnava entfernt.

## Geschichte
Der Ort wurde zum ersten Mal 1111 in den Zoborer Urkunden als Spacha schriftlich erwähnt (andere Quellen geben das Jahr 1275 an). 1292 bekam der damalige Gespan Geth den Ort vom König Andreas III. und seine Familie Spáczay war bis zur Mitte des 18. Jahrhunderts der Besitzer, als dann die Familie Brunswick den Ort erwarb. Mitte des 16. Jahrhunderts kam es zu einem Zuzug der Kroaten, die die von Türken eroberte Stadt Kostajnica und Umgebung verließen; diese Spuren lassen sich bis heute erkennen. 1699 wurde Spatzing das Markt- und Stadtrecht zugesprochen, wurde aber im 19. Jahrhundert wieder zu einfachem Dorf herabgestuft.

## Bevölkerung
| Jahr                | 1994 | 2004    | 2014     | 2024     |
| ------------------- | ---- | ------- | -------- | -------- |
| Anzahl der Personen | 2039 | 2018    | 2613     | 3378     |
| Unterschied         |      | −1,02 % | +29,48 % | +29,27 % |

| Jahr                | 2023 | 2024    |
| ------------------- | ---- | ------- |
| Anzahl der Personen | 3383 | 3378    |
| Unterschied         |      | −0,14 % |

## Persönlichkeiten
Söhne und Töchter der Gemeinde:
- Jozef Strečanský (1910–1985), SDB, katholischer Priester, Komponist, Dirigent.[4]